# Ace Ventura Junior
Ace Ventura Junior (ang. Ace Ventura Jr: Pet Detective) – amerykański film przygodowy z 2009 roku w reżyserii Davida Mickeya Evansa. Kontynuacja filmów Ace Ventura: Psi detektyw (1994) oraz Ace Ventura: Zew natury (1995).

## Opis fabuły
Dwunastoletni Ace Junior (Josh Flitter) jest synem Melissy (Ann Cusack) i Ace'a Ventury. Wychowuje go matka, bo ojciec zaginął wiele lat temu w czasie wyprawy. Syn, podobnie jak ojciec, zajmuje się poszukiwaniem zaginionych zwierząt. Jego klientami są głównie koleżanki i koledzy ze szkoły. Pewnego dnia Ace dostaje do rozwiązania poważne zadanie – musi odszukać małą pandę, która zaginęła z zoo. O kradzież zwierzęcia została oskarżona jego matka.

## Obsada
- Josh Flitter jako Ace Ventura Jr.
- Emma Lockhart jako Laura
- Austin Rogers jako Arnold Plushinsky/A-Plus
- Art LaFleur jako Russell Hollander
- Reed Alexander jako Quenton Pennington Jr.
- Cullen Douglas jako doktor Sickinger
- Ann Cusack jako Melissa Robinson Ventura
- Ralph Waite jako Rex Ventura
- Jesse Kozel jako sąsiad
- Brian Patrick Clarke jako pan Pennington

i inni
Źródło: TVGuide